# Torre Ghallis
Torre Gallis (en maltés: Torri tal-Għallis), originalmente conocida como Torre delle Saline, es una pequeña torre de vigilancia en Salina, límites de Naxxar, Malta. Se completó en 1658 como la segunda de las torres de Redín. Hoy, la torre está en buenas condiciones. 

## Historia
La torre Ghallis se construyó en 1658 en la costa oriental de Ghallis Point (en maltés: Ras l-Għallis), observando la entrada a la Bahía de Salina junto a la Torre Qawra, una de las torres de Lascaris. La torre fue construida cerca del sitio de un puesto de vigilancia medieval. Sigue el diseño estándar de las torres de Redín, que tienen una planta cuadrada con dos pisos y una torreta en el techo. La pared externa está hecha de piedra caliza coralina superior que es resistente a la intemperie, mientras que la pared interna está hecha de piedra caliza globigerina más suave. Originalmente tenía una guarnición compuesta por un bombardero y tres artilleros, que manejaban un cañón de hierro de tres libras. 
Durante el período británico, la Torre Ghallis se modificó abriendo una puerta a nivel del suelo y la inserción de losas de techo. 
El 9 de marzo de 1955, el cadáver de Toninu Aquilina, un empleado de 35 años de la Asociación de Molineros de Malta, fue encontrado dentro del pozo de la torre. Aquilina había desaparecido en La Valeta el 24 de febrero mientras transportaba una gran suma de efectivo y cheques desde su lugar de trabajo al banco, y el cajero de 31 años George Terreni fue condenado más tarde por su asesinato.

## En la actualidad

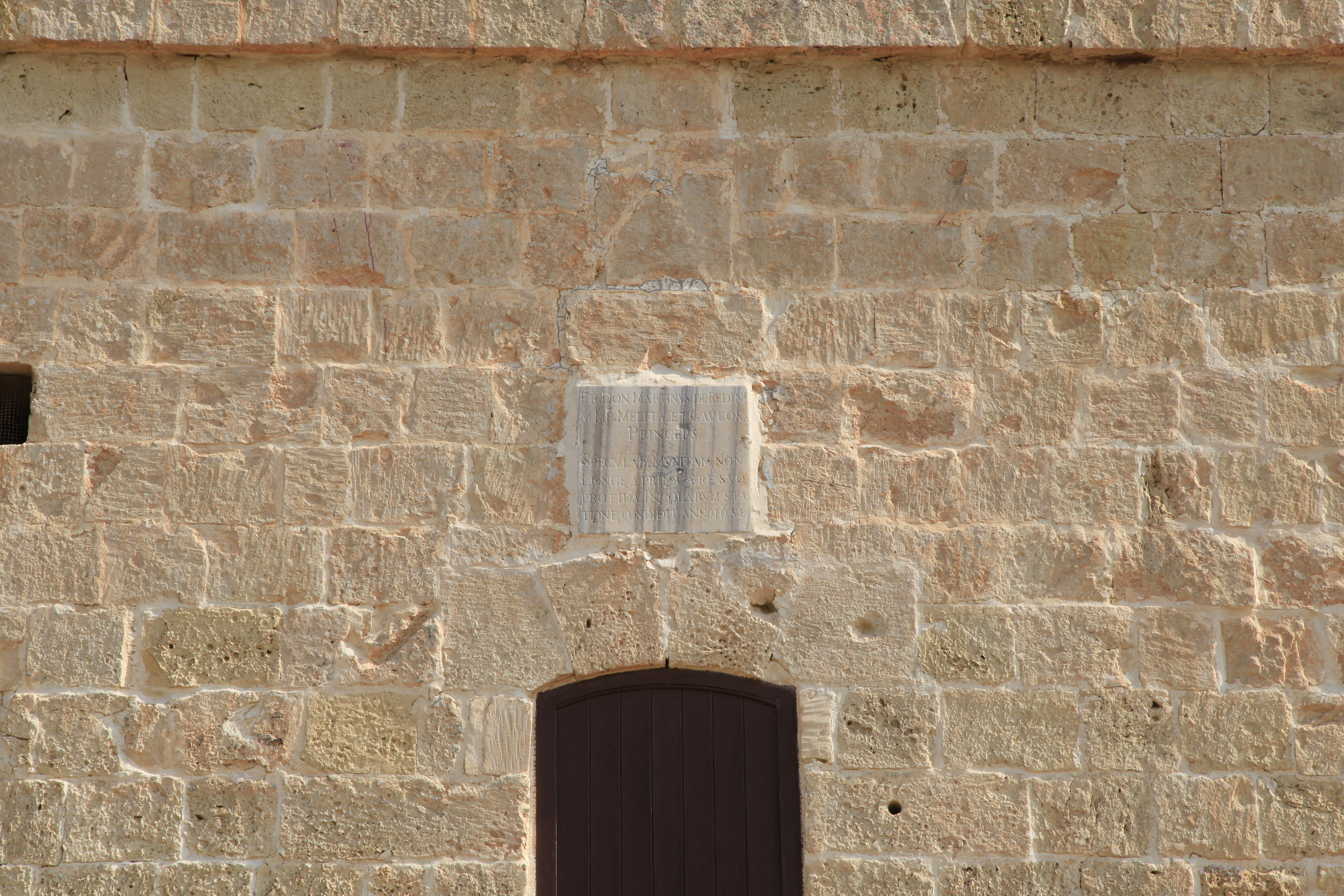
Placa en la torre

En la década de 1990, la Torre Ghallis estaba en mal estado, con partes de su exterior cubiertas de yeso y cemento, y muchas malezas creciendo a su alrededor. El interior también fue dañado debido al hollín de los muchos incendios habidos dentro de la torre. 
Din l-Art Helwa restauró la torre entre 1995 y 1996, y muchos trabajos en piedra tuvieron que ser reemplazados. Hoy, todavía está bajo el control de Din l-Art Helwa y se mantiene en buenas condiciones. Está abierto al público con cita previa.
En 2015, se instaló un sistema de iluminación LED en la torre. Como está fuera de la red eléctrica de Malta, la energía se la proporciona unos paneles solares instalados en el techo de la torre.